# Lysandra semicostajuncta
Lysandra semicostajuncta är en fjärilsart som beskrevs av Bright och Leeds 1938. Lysandra semicostajuncta ingår i släktet Lysandra och familjen juvelvingar. Inga underarter finns listade i Catalogue of Life.